# Cobubatha hippotes
Cobubatha hippotes là một loài bướm đêm trong họ Noctuidae.